# 44-я горнострелковая дивизия
44-я горнострелковая дивизия (44 гсд) — горнострелковое формирование (соединение, горнострелковая дивизия) РККА ВС Союза ССР, принимавшее участие в Великой Отечественной войне 1941 - 1945 гг..

## Полное наименование
Полное действительное наименование — 44-я горнострелковая Киевская Краснознамённая дивизия имени Щорса.

## История
Сформирована 24 апреля 1941 года на основании постановления ЦК ВКП(б) и СНК СССР от 23 апреля 1941 года № 1112-459сс путём преобразования 44-й Киевской краснознамённой стрелковой дивизии имени Щорса.
Начиная с 15 мая 1941 года начала получать приписной состав в количестве 1100 человек. На 22 июня 1941 года входила в состав 13-го стрелкового корпуса 12-й армии. Части дивизии дислоцировалась в Долине и Болехове.

### Великая Отечественная война
Во время Великой Отечественной войны находилась в составе действующей армии с 22 июня по 19 сентября 1941 года. С началом войны была включена в состав войск Юго-Западного фронта, имея на этот момент 9159 человек.
22 июня дивизия была поднята по тревоге и заняла оборону в районе Тухли. Противник несколько дней не проявлял активности, однако из-за угрозы окружения 13 ск был вынужден начать отход на восток.
1 июля 44 гсд главными силами находилась на рубеже Холов — Рожнятов — Ценяв — Небыхув. Её 25 гсп прикрывал отход дивизии на рубеже Рачен -Тужа Мала. В ночь с 6 на 7 июля дивизия переправилась через р. Збруч. В июле 12-я армия заняла для обороны Летичевский укреплённый район. 44 гсд 10 июля находилась на отдыхе в районе Шелихово — Нечетницы, не имея, однако, данных о своём 146 гсп.
На 15 июля в строю дивизии находилось 10925 бойцов, имелось 2634 лошади, 202 автомашины и 45 орудий.
17 числа немецкие части прорвали в нескольких местах оборону Летичевского УР, в связи с чем 18 июля Ставка приказала командующему Юго-Западным фронтом отвести 6-ю и 12-ю армии на рубеж Белая Церковь — Тетиев — Китай-город — Гайсин. 23 июля 44 гсд уже в составе 8-го стрелкового корпуса 12-армии Южного фронта совместно с 14 горнострелковым полком 72 гсд продолжала удерживать фронт Липовец — Поповка.
В начале августа вместе с 12-й армией попала в окружение под Уманью и была уничтожена противником. Знамя дивизии, однако, удалось вывезти в Запорожье. Командир дивизии Ткаченко С.А. оказался в плену.
19 сентября 1941 года 44-я горнострелковая дивизия расформирована как погибшая в «Уманском котле».

## Состав
- управление
- 25-й горнострелковый полк
- 146-й горнострелковый полк
- 305-й горнострелковый полк
- 319-й горнострелковый полк
- 122-й артиллерийский полк
- 179-й гаубичный артиллерийский полк
- 56-й отдельный истребительно-противотанковый дивизион
- 424-й отдельный зенитный артиллерийский дивизион
- 38-й артиллерийский парковый дивизион
- 4-й разведывательный батальон
- 61-й сапёрный батальон
- 12-й отдельный батальон связи
- 42-й автотранспортный батальон
- 78-й медико-санитарный батальон
- 5-я отдельная рота химзащиты
- 165-я автотранспортная рота
- 70-я полевой автохлебозавод
- 156-я полевая почтовая станция
- 398-я полевая касса Госбанка

## Подчинение
| На дату      | Фронт (округ)      | Армия      | Корпус (группа)        |
| ------------ | ------------------ | ---------- | ---------------------- |
| с 22.06.1941 | Юго-Западный фронт | 12-я армия | 13-й стрелковый корпус |
| 01.07.1941   | Юго-Западный фронт | 12-я армия | 13-й стрелковый корпус |
| 10.07.1941   | Юго-Западный фронт | 12-я армия | 13-й стрелковый корпус |
| 01.08.1941   | Южный фронт        | 12-я армия | 8-й стрелковый корпус  |

## Командиры
- Ткаченко, Семён Акимович (08.01.1940 — 19.09.1941), полковник, c 29.04.1940 комбриг, с 05.06.1940 генерал-майор.